# 小川義綏
小川 義綏（おがわ よしやす、1831年 - 1912年12月19日）は日本最初のプロテスタント教会である日本基督公会の長老であり、同公会最初の日本人牧師である。

## 生涯

### 初期
1831年、武蔵国多摩郡府中分梅で幕府の士班として農業をしていた小川藤四郎の長男として生まれた。同郷の友人の多くは彰義隊に参加して、上野戦争で戦死したが小川は病弱のために戦争に参加できず生き残った。

### 入信

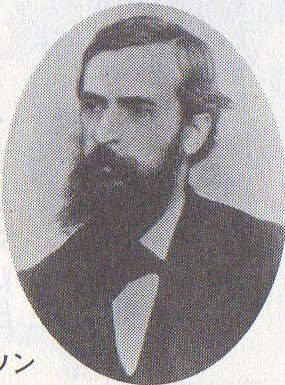
デイビッド・タムソン宣教師

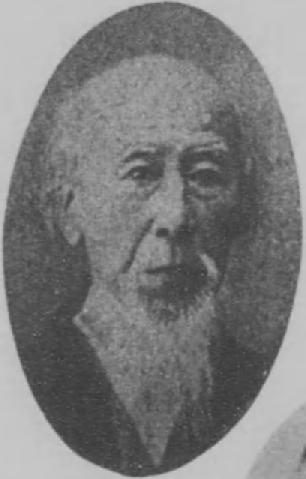
小川の盟友の奥野昌綱

1865年(文久2年)横浜に行って、オランダ改革派のディビッド・タムソン宣教師の日本語教師になり、旧約聖書(ヨブ記)の和訳を手伝う。
タムソンの伝道を助け、J・C・ヘボンの診療所に通う中で、聖書に触れてキリスト教に入信した。1869年(明治2年)に洗礼を受ける。

1870年(明治3年)9月に奥野昌綱の親戚を通じて、和歌山藩の大参事である津田出から欧米事情の講義の依頼を受け、小川はタムソンについて和歌山を訪問する。そこで、和歌山藩預かりの長崎浦上村の配流された切支丹を目撃する。

1872年(明治5年)輪王寺宮の元家臣奥野昌綱をオランダ改革派宣教師J・C・ヘボンの日本語教師に紹介する。

### 長老時代

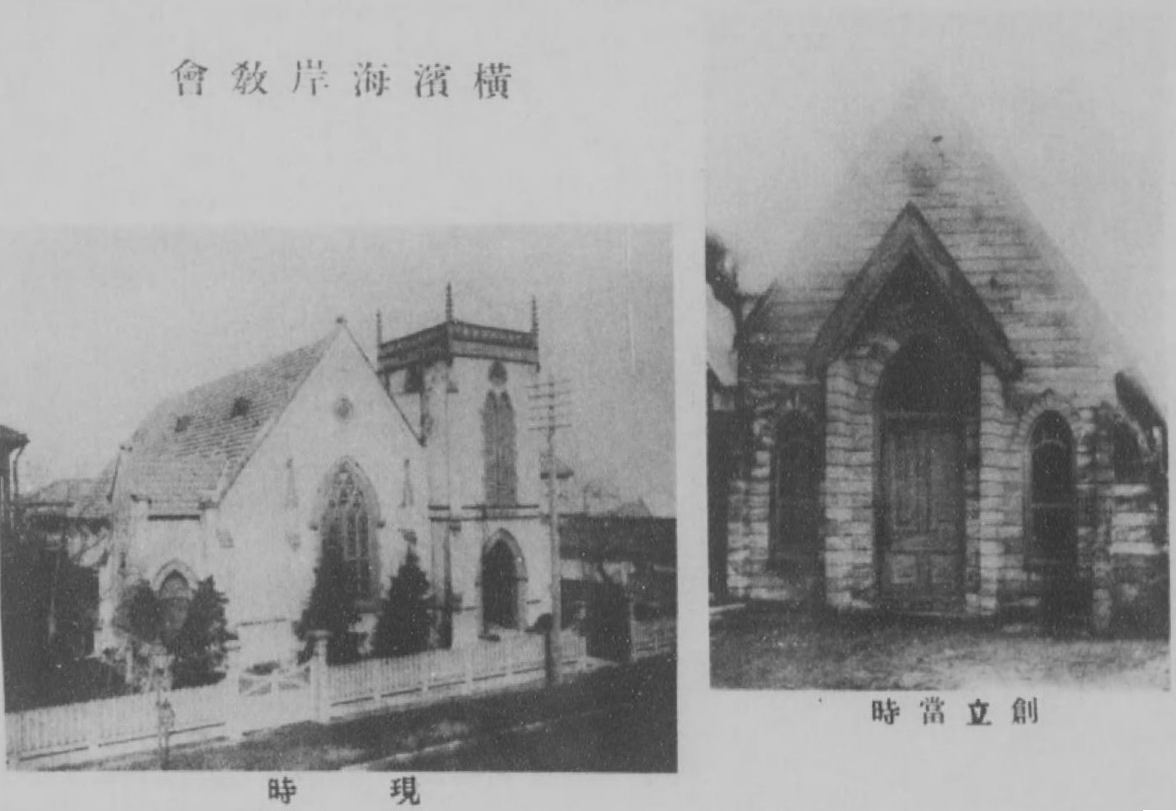
創立時の日本基督公会（横浜海岸教会）と1922年建設の会堂

1872年に横浜居留地に日本基督公会（現・日本キリスト教会横浜海岸教会）を設立して、奥野昌綱と共に長老になる。1873年2月にディビッド・タムソンと共に東京築地に転居する。後任の長老は本多庸一になる。
同年明治政府がキリスト教禁制の高札を撤廃すと、9月設立された東京基督公会(新栄教会)の長老兼伝道師になる。
奥野昌綱と共に、1873年(明治6年)10月より日本最初の伝道旅行を始める八王子で伝道を始めて、牛込教会、浅草教会を設立する。

### 牧師時代
1877年10月3日に、奥野と一緒に按手礼を受けて牧師になる。1878年7月15日から三日間東京公会で開かれた第一回全国基督教信徒大親睦会では愛について演説した。
1886年(明治19年)に東京本郷に明星教会を設立する。1903年(明治39年)に本郷明星教会を辞任する。その後巡回伝道を行う。